# NGC 691
NGC 691 este o galaxie spirală situată în constelația Berbecul. A fost descoperită în 13 noiembrie 1786 de către William Herschel. Se află la o distanță de 38,37 de megaparseci de Pământ.